# Empty Garden (Hey Hey Johnny)
〈Empty Garden (Hey Hey Johnny)〉은 오랜 협력자 버니 토핀의 가사로 영국의 음악가 엘튼 존이 작곡하고 공연한 곡이다. 이 노래는 원래 존의 1982년 음반 《Jump Up!》에 등장했다. 18개월 전에 총에 맞아 숨진 존 레논에게 바치는 노래다.